# Leptoseris yabei
Leptoseris yabei is een rifkoralensoort uit de familie van de Agariciidae. De wetenschappelijke naam van de soort is voor het eerst geldig gepubliceerd in 1976 door Pillai & Scheer.